# Абдуллаєв Араз Абдулла-огли
Араз Абдуллаєв (азерб. Araz Abdullayev, нар. 18 квітня 1992, Баку) — азербайджанський футболіст, півзахисник клубу «Нефтчі» та національної збірної Азербайджану.

## Клубна кар'єра
У дорослому футболі дебютував 2008 року виступами за команду клубу «Нефтчі», в якій провів три сезони, взявши участь у 32 матчах чемпіонату.
2011 року підписав контракт з молодіжним складом «Евертона». Звідти здавався в оренду до клубів «Нефтчі» та «Паніоніос».
До складу клубу «Нефтчі» повернувся в липні 2012 року. Відтоді встиг відіграти за бакинську команду 56 матчів в національному чемпіонаті.

## Виступи за збірні
2006 року дебютував у складі юнацької збірної Азербайджану, взяв участь у 17 іграх на юнацькому рівні, відзначившись 4 забитими голами.
З 2008 року залучається до складу молодіжної збірної Азербайджану. На молодіжному рівні зіграв у 8 офіційних матчах, забив 3 голи.
Водночас, у 2008 року дебютував в офіційних матчах у складі національної збірної Азербайджану. Наразі провів у формі головної команди країни 11 матчів.

## Титули і досягнення
- Чемпіон Азербайджану (3):

«Нефтчі»: 2010-11, 2012-13
«Карабах»: 2018-19
- Володар Кубка Азербайджану (2):

«Нефтчі»: 2012-13, 2013-14